# 弘法の一杯水
弘法の一杯水（こうぼうのいっぱいみず）とは、広島県庄原市東城町戸宇の谷奥にある間歇冷泉。

## 概説
カルスト台地である帝釈台の一角、宇山野呂の台地の北東斜面山麓に湧く。脇に弘法大師を祭ったお堂がある。湧き出し口のすぐ奥に小空洞があり、地下水が一定量溜まると、サイフォンの原理によって流出すると考えられているが、1972年の豪雨以後、間歇性が見られなくなり今に至っている。
戦前のいくつかの研究から、降雨によって変化するが、数10分の周期で毎秒約10ℓの地下水が突然に湧き出し、およそ5分続いたことが知られている。湧出の前には遠雷のような音がし、湧出終了直前にはボコボコいう水音があったようである。水温約12℃。

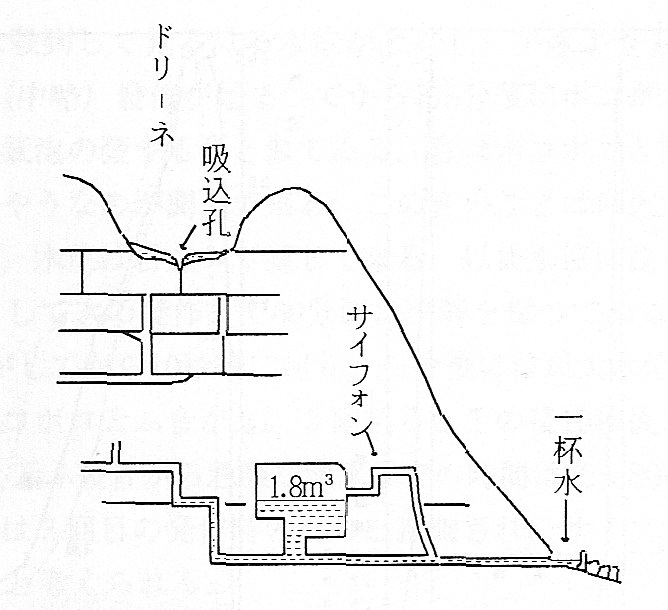
一杯水の推定水理構造（吉村, 1947）

1825年に記された『芸藩通志』や1860年頃の『郡務拾聚録』には、少ない時で日に2〜3回、多い時で5〜6回湧くこと、享保から文政年間にかけて2度長期に間歇性が無くなったことが記されている。
最近の研究では、江戸時代末と昭和初期の著しい周期性の違いや間歇性の中断は、サイフォン構造に加えて貯留槽の底部に小さな排水管をもつ水理構造があること、ならびに両時代の降水量の違いによるものと考えられている。また、現在の間歇性の消失も江戸時代と同じく、いずれ復元する可能性があるといわれる。
なお間歇泉（狭義）は熱水あるいはガスを多量に含んだ温水が突沸的に湧く型のものを、間歇冷泉はサイフォン構造によって地下水が湧くものを呼ぶもので、両者は湧出のメカニズムがまったく異なる。間歇冷泉は他に国内に4ヶ所（福井県越前市の時水、岡山県新見市の草間の間歇冷泉（潮滝）、福岡県北九州市の満干の潮、熊本県球磨村の息の水）がある。